# Shanghai-Ekspressen (film)
Shanghai-ekspressen  (originaltitel: Shanghai Express) er en amerikansk dramafilm fra 1932 instrueret af Josef von Sternberg. Manuskriptet blev skrevet af Jules Furthman, baseret på novellen Sky Over China af Harry Hervey.
Filmen har Marlene Dietrich, Clive Brook og Anna May Wong i hovedrollerne. Shanghai-ekspressen var den fjerde film von Sternberg og Dietrich lavede sammen. Filmen blev senere genindspillet som Night Plane from Chungking i 1943 og Peking ekspressen i 1951.
Lee Garmes vandt en Oscar for bedste fotografering ved Oscaruddelingen 1932.
Filmen var også nomineret til en Oscar for bedste film og bedste instruktør.